# Desmidorchis tardellii
Desmidorchis tardellii är en oleanderväxtart som beskrevs av Mosti och Raffaelli. Desmidorchis tardellii ingår i släktet Desmidorchis och familjen oleanderväxter. Inga underarter finns listade i Catalogue of Life.